# Ralf Waldmann
Ralf Waldmann (Hagen, 14 de julio de 1966-Ennepetal, 10 de marzo de 2018)fue un piloto de motociclismo alemán que logró ser subcampeón del mundial de 250cc en los años 1996 y 1997.

## Biografía
Campeón nacional en clase 80 en 1986, debutó en el Mundial en GP de Baden-Württemberg, última carrera de la carrera final de la temporada 1986, en una Seel 80, aunque no entró en puntos. La temporada siguiente, disputó cuatro carreras con la Seel 80, finalizando décimo en el Gran Premio de Alemania.
Después de algunos años de posiciones bajas en el Campeonato del Mundo con la Seel 80 y la JJ Cobas 125 (con dos victorias en el Campeonato de Europa de la categoría de 80cc, en el Circuito de Jerez en 1988 y Zolder en 1989), en 1991 pasó a Honda, con ganó dos carreras y fue tercero en la clasificación general detrás de Loris Capirossi y Fausto Gresini. También en la siguiente temporada tuvo que conformarse con el escalón más bajo del podio, precedido esta vez por Alessandro Gramigni, así como por el propio Gresini.
En 1993 Waldmann pasó a Aprilia, con quien ganó el GP de la FIM, pero con el que solo consiguió la cuarta plaza de la general con 160 puntos del Mundial. El año siguiente regresó a Honda y dio el salto a 250cc. En su año de debut, consiguió una victoria en el GP de Italia y quinto en la clasificación general con 156 puntos. En 1995, con más experiencia y confianza en sus monturas, logró ganar en tres carreras (Australia, Japón y Francia) pero tuvo que ceder al poder de Max Biaggi.
En 1996, Waldmann volvió a acabar segundo en la clasificación general por detrás de Max Biaggi en el Campeonato de 250cc. En 1997, tuvo con Biaggi una duro duelo, ganado cuatro carreras y acabando a tan solo dos puntos por detrás del italiano.
Kenny Roberts le ofreció un puesto en 1998 en el equipo Modenas de 500cc pero la competición fue demasiado dura y tan solo pudo acabar 14.º en la general. Volvió a 250 el siguiente año con Aprilia y se retiró de la competición en 2002. Waldmann salió de su semirretiro en 2003 y firmó con la nueva Harris WMC para el equipo de MotoGP, pero no pudo acabar la temporada al no adaptarse a la nueva cuatro tiempos.
Su última victoria fue en el Gran Premio de Gran Bretaña del 2000.
En 2009, se unió a Martin Wimmer para comprar la escudería MZ, de Hong Leong Group. Después de una breve rertorno a la competición para substituir a Vladimir Leonov en el Gran Premio de Gran Bretaña.
Waldmann murió el 10 de marzo de 2018 en Ennepetal, Alemania por un ataque al corazón a la edad de 51 años.

## Trayectoria
Sistema de puntuación desde 1988 hasta 1991:
| Posición | 1.º | 2.º | 3.º | 4.º | 5.º | 6.º | 7.º | 8.º | 9.º | 10.º | 11.º | 12.º | 13.º | 14.º | 15.º |
| Puntos   | 20  | 17  | 15  | 13  | 11  | 10  | 9   | 8   | 7   | 6    | 5    | 4    | 3    | 2    | 1    |

Sistema de puntuación en 1992:
| Posición | 1.º | 2.º | 3.º | 4.º | 5.º | 6.º | 7.º | 8.º | 9.º | 10.º |
| Puntos   | 20  | 15  | 12  | 10  | 8   | 6   | 4   | 3   | 2   | 1    |

Sistema de puntuación de 1993 hasta 2022:
| Posición | 1.º | 2.º | 3.º | 4.º | 5.º | 6.º | 7.º | 8.º | 9.º | 10.º | 11.º | 12.º | 13.º | 14.º | 15.º |
| Puntos   | 25  | 20  | 16  | 13  | 11  | 10  | 9   | 8   | 7   | 6    | 5    | 4    | 3    | 2    | 1    |

| Año  | Categoría | Moto     | 1       | 2       | 3       | 4       | 5       | 6       | 7       | 8       | 9       | 10      | 11      | 12      | 13      | 14       | 15    | 16     | Ptos. | Pos. |
| ---- | --------- | -------- | ------- | ------- | ------- | ------- | ------- | ------- | ------- | ------- | ------- | ------- | ------- | ------- | ------- | -------- | ----- | ------ | ----- | ---- |
| 1986 | 80cc      | Krauser  | SPA -   | NAT -   | GER -   | AUT -   | YUG -   | NED -   | GBR -   | RSM -   | BWU 19  |         |         |         |         |          |       |        | NC    | 0    |
| 1987 | 80cc      | ERK      | SPA -   | GER 10  | NAT -   | AUT 12  | YUG -   | NED 19  | GBR -   | CZE Ret | RSM -   | POR -   |         |         |         |          |       |        | 25.º  | 1    |
| 1988 | 80cc      | Seel     | SPA -   | EXP -   | NAT -   | GER 17  | NED DNS | YUG -   | CZE -   |         |         |         |         |         |         |          |       |        | NC    | 0    |
| 1988 | 125cc     | Rotax    | SPA -   | NAT -   | GER DNQ | AUT -   | NED -   | BEL -   | YUG -   | FRA -   | GBR -   | SWE -   | CZE -   |         |         |          |       |        | NC    | 0    |
| 1989 | 80cc      | Seel     |         |         |         | SPA 8   | NAT 14  | GER 7   |         | YUG Ret | NED 12  |         |         |         |         | CZE 19   |       |        | 14.º  | 23   |
| 1989 | 125cc     | Seel     | JPN -   | AUS -   |         | SPA DNQ | NAT -   | GER DNQ | AUT -   |         | NED -   | BEL DNQ | FRA -   | GBR Ret | SWE 19  | CZE Ret¡ |       |        | NC    | 0    |
| 1990 | 125cc     | JJ Cobas | JPN -   | SPA Ret | NAT 25  | GER 11  | AUT 16  | YUG 4   | NED Ret | BEL Ret | FRA Ret | GBR 15  | SWE 23  | CZE Ret | HUN Ret | AUS Ret  |       |        | 23.º  | 19   |
| 1991 | 125cc     | Honda    | JPN 7   | AUS 5   | SPA 7   | ITA 9   | GER 1   | AUT 2   | EUR 6   | NED 1   | FRA 2   | GBR Ret | RSM 4   | CZE 8   | MAL -   |          |       |        | 3.º   | 141  |
| 1992 | 125cc     | Honda    | JPN 1   | AUS 1   | MAL 3   | SPA 1   | ITA Ret | EUR 12  | GER 3   | NED 9   | HUN 2   | FRA 10  | GBR 7   | BRA 15  | RSA 6   |          |       |        | 3.º   | 112  |
| 1993 | 125cc     | Aprilia  | AUS Ret | MAL 5   | JPN 6   | SPA 2   | AUT 9   | GER 5   | NED Ret | EUR 2   | RSM 4   | GBR 3   | CZE Ret | ITA 5   | USA 3   | FIM 1    |       |        | 4.º   | 160  |
| 1994 | 250cc     | Honda    | AUS 7   | MAL 6   | JPN Ret | SPA 4   | AUT 5   | GER 6   | NED 4   | ITA 1   | FRA 4   | GBR 7   | CZE 2   | USA 10  | ARG 8   | EUR 7    |       |        | 5.º   | 156  |
| 1995 | 250cc     | Honda    | AUS 1   | MAL 4   | JPN 1   | SPA 5   | GER Ret | ITA 4   | NED 2   | FRA 1   | GBR 3   | CZE 3   | BRA 4   | ARG 6   | EUR 3   |          |       |        | 3.º   | 203  |
| 1996 | 250cc     | Honda    | MAL DNS | INA 3   | JPN 8   | SPA 3   | ITA 3   | FRA 2   | NED 1   | GER 1   | GBR 2   | AUT 1   | CZE 3   | IMO 1   | CAT 3   | BRA 2    | AUS 2 |        | 2.º   | 268  |
| 1997 | 250cc     | Honda    | MAL 4   | JPN 5   | SPA 1   | ITA 4   | AUT 2   | FRA 3   | NED 2   | IMO 4   | GER 3   | BRA 12  | GBR 1   | CZE 4   | CAT 1   | INA 7    | AUS 1 |        | 2.º   | 248  |
| 1998 | 500cc     | Modenas  | JPN Ret | MAL 9   | SPA 10  | ITA 11  | FRA 12  | MAD 10  | NED DNS | GBR -   | GER 7   | CZE 13  | IMO 15  | CAT 12  | AUS Ret | ARG 15   |       |        | 14.º  | 46   |
| 1999 | 250cc     | Aprilia  | MAL DNS | JPN -   | SPA 6   | FRA 4   | ITA 2   | CAT Ret | NED 6   | GBR 8   | GER 3   | CZE 2   | IMO 7   | VAL Ret | AUS 5   | RSA Ret  | BRA 7 | ARG 11 | 6.º   | 131  |
| 2000 | 250cc     | Aprilia  | RSA 7   | MAL 4   | JPN Ret | SPA 1   | FRA 8   | ITA Ret | CAT 7   | NED 24  | GBR 1   | GER 8   | CZE 5   | POR Ret | VAL 13  | BRA 6    | PAC 7 | AUS 4  | 7.º   | 143  |
| 2002 | 250cc     | Aprilia  | JPN -   | RSA -   | SPA -   | FRA -   | ITA -   | CAT -   | NED 11  | GBR -   | GER 9   | CZE 11  | POR -   | BRA -   | PAC -   | MAL -    | AUS - | VAL -  | 19.º  | 17   |
| 2009 | 250cc     | Aprilia  | QAT -   | JPN -   | SPA -   | FRA -   | ITA -   | CAT -   | NED     | GER -   | GBR Ret | CZE -   | IND -   | SMR -   | POR -   | AUS -    | MAL - | VAL -  | NC    | 0    |

| Color     | Resultado                                                               |
| --------- | ----------------------------------------------------------------------- |
| Oro       | Ganador                                                                 |
| Plata     | 2.ª plaza                                                               |
| Bronce    | 3.ª plaza                                                               |
| Verde     | Finalizó en los puntos                                                  |
| Azul      | Finalizó sin puntos                                                     |
| Azul      | NC - No clasificado                                                     |
| Violeta   | Ret - No terminó (Carrera)                                              |
| Rojo      | DNQ - No se clasificó                                                   |
| Negro     | DSQ - Descalificado                                                     |
| Blanco    | DNS - No empezó (carrera)                                               |
| Blanco    | WD - Retirado (fin de semana)                                           |
| Blanco    | C - Carrera cancelada                                                   |
| Sin color | DNP - Inscrito pero no participó                                        |
| Sin color | INJ - Lesionado                                                         |
| Sin color | EX - Excluido                                                           |
| Estado    | Resultado                                                               |
| Negrita   | Pole position                                                           |
| Cursiva   | Vuelta rápida                                                           |
| †         | Abandona, pero clasifica al completar el porcentaje requerido para ello |

#### Mundial de Superbikes
(Carreras en negrita indica pole position, carreras en cursiva indica vuelta rápida)
| Año  | Marca | 1     | 1     | 2     | 2     | 3     | 3     | 4     | 4     | 5     | 5     | 6     | 6     | 7     | 7     | 8     | 8     | 9     | 9     | 10      | 10      | 11    | 11    | 12    | 12    | Pts. | Pos. |
| Año  | Marca | R1    | R2    | R1    | R2    | R1    | R2    | R1    | R2    | R1    | R2    | R1    | R2    | R1    | R2    | R1    | R2    | R1    | R2    | R1      | R2      | R1    | R2    | R1    | R2    | Pts. | Pos. |
| ---- | ----- | ----- | ----- | ----- | ----- | ----- | ----- | ----- | ----- | ----- | ----- | ----- | ----- | ----- | ----- | ----- | ----- | ----- | ----- | ------- | ------- | ----- | ----- | ----- | ----- | ---- | ---- |
| 2005 | Honda | QAT - | QAT - | AUS - | AUS - | SPA - | SPA - | ITA - | ITA - | EUR - | EUR - | SMR - | SMR - | CZE - | CZE - | GBR - | GBR - | NED - | NED - | GER Ret | GER DNS | ITA - | ITA - | FRA - | FRA - | NC   | 0    |